# Region duszpasterski Centralny (archidiecezja Matki Bożej w Moskwie)
Region duszpasterski Centralny – jeden z 3 regionów duszpasterskich rzymskokatolickiej archidiecezji Matki Bożej w Moskwie w Rosji. 
Według stanu na kwiecień 2018 w skład Regionu duszpasterskiego Centralnego wchodziło 3 dekanaty. 

## Lista dekanatów
W skład Regionu duszpasterskiego Centralnego wchodzą następujące dekanaty:
1. Dekanat Wschodni
2. Dekanat Centralny
3. Dekanat Zachodni